# Gauche ouvrière internationaliste
La Gauche ouvrière internationaliste (DEA, en grec Διεθνιστική Εργατική Αριστερά) est une organisation politique révolutionnaire grecque de sensibilité trotskyste fondée en 2001. Elle est depuis 2004 membre de la coalition de la gauche radicale (SYRIZA).

## Histoire
La Gauche ouvrière internationaliste (DEA) est créée le 3 mars 2001 à la suite d'une scission du Parti Socialiste des Travailleurs (SEK), une organisation trotskyste grecque membre de la Tendance socialiste internationale (IST).
Se référant à la tactique du « front uni » telle que préconisée dans les quatre premiers congrès de l’Internationale communiste, la DEA participe avec d’autres organisations et collectifs à la mise en place du Forum Social grec en 2002 et à la création de la coalition électorale SYRIZA en 2004.

Cette participation à la coalition électorale SYRIZA entraîne en 2004 une crise au sein de la DEA. L’organisation doit alors faire face à deux scissions. La première scission aboutit à la création du groupe Kokkino (Rouge) tandis que la seconde, plus petite, amène à la création du groupe Intervention Internationaliste Socialiste qui rejoindra plus tard l’Organisation communiste internationaliste de Grèce – Spartacus (OKDE-Spartakos), la section grecque de la IVe Internationale réunifiée.

## Activité
La DEA est aujourd’hui active dans un certain nombre de syndicats liés aux secteurs de la poste, de la santé, des assurances, des enseignants du secondaire ou encore des employés de banque.

Au niveau de la jeunesse, la DEA est impliqué dans les luttes lycéennes et étudiantes à travers les groupes Les élèves contre le système (Μαθητές μαθήτριες Ενάντια στο Σύστημα, ΜΕΣ, MES) et Les étudiants contre le système (Φοιτητές Φοιτήτριες Ενάντια στο Σύστημα, ΦΕΣ, FES).
L’organisation est aussi très active dans les luttes antiracistes et de soutien aux immigrés à travers les organisations Mouvement contre le racisme (Κίνηση Απελάστε το Ρατσισμό, KAR) et L'école du dimanche pour les immigrants qui favorise l'apprentissage de la langue grecque pour les immigrés et les réfugiés. 

## Idéologie

La DEA se réclame du marxisme révolutionnaire et se réfère à Lénine, Rosa Luxemburg, Antonio Gramsci et Léon Trotski. Elle se réfère aussi à Pantelís Pouliópoulos, fondateur du mouvement trotskyste en Grèce.
La DEA diffère de l’orthodoxie trotskyste en considérant que l’URSS était un régime appliquant le « capitalisme d'État » et non pas un « État ouvrier dégénéré » comme le décrivait Trotsky. Pour la DEA « l'expérience de la Russie montre que même une révolution victorieuse des travailleurs socialistes, comme en octobre 1917, ne peut pas survivre dans l'isolement. Le régime de l'URSS, après la victoire du stalinisme, ainsi que les régimes de la Chine et d'autres pays de l'Est ont été ou sont du capitalisme d'État, où l'exploitation et l'oppression de la classe ouvrière ne diffère pas de l'Occident. C'est pourquoi nous soutenons les soulèvements des ouvriers contre la classe dirigeante bureaucratique dans ces pays. »

## Relations internationales
La DEA n’appartient à aucun regroupement international. Elle entretient cependant des liens particulièrement étroits avec l'Organisation socialiste internationale (ISO), aux États-Unis, considérée comme une « organisation sœur ».
La DEA a aussi développé des relations avec des organisations tels que le Mouvement pour le socialisme en Suisse et  Alternative socialiste en Australie. Elle entretient aussi des contacts avec le Nouveau Parti anticapitaliste[Lequel ?] en France.